# Anastasija Sergeeva
Anastasija Valentinovna Sergeeva (in russo Анастасия Валентиновна Сергеева?; Tver', 28 aprile 2003) è un'ex ginnasta russa.

## Carriera

### Junior
Nel 2016 partecipa ai Nazionali Russi, arrivando settima.
Nel 2017 partecipa al Grand Prix di Mosca arrivando seconda dietro a Lala Kramarenko e davanti a Anastasija Salos. Partecipa alla Happy Caravan Cup di Tashkent, arrivando prima nella gara a team (con Polina Šmatko), al cerchio e terza al nastro. Partecipa all'Aeon Cup di Tokyo, arrivando prima nella gara a team (con Dina Averina e Julija Bravikova) e nell'all-around.
Nel 2018 arriva decima ai Nazionali Russi e vince due argenti alla palla e al cerchio. Alla Qualificazione per i III Giochi olimpici giovanili estivi arriva prima davanti a Chrystyna Pohranyčna e Viktorija Onoprijenko. Partecipa alla Sofia Cup di Sofia arrivando prima col team e seconda col nastro. Agli Europei di Guadalajara arriva prima nella gara a team con la squadra senior, Polina Šmatko, Dar'ja Trubnikova e Lala Kramarenko. Alla Crystal Cup di Minsk vince l'oro all-around davanti a Jana Striga e Talisa Torretti, nella gara a team (con Lala Kramarenko e Darija Sergaeva) e al nastro.
Nel 2019 partecipa alla Korea Cup Samdasoo arrivando nona al cerchio, quarta alla palla, seconda alle clavette e al nastro. A metà ottobre 2019 annuncia il suo ritiro ufficiale, a soli 16 anni.

## Palmarès

### Campionati europei juniores
| Anno | Città       | Risultato | Specialità |
| ---- | ----------- | --------- | ---------- |
| 2018 | Guadalajara | Oro       | Team       |